# Ondjiva
Ondjiva, antes conocida como Villa Pereira d'Eça, es una comuna del municipio de Cuanhama en la provincia de Cunene, Angola. Es la más meridional, fronteriza con Namibia.

## Historia

### La estación de la misión
La misión de Ondjiva fue fundada por primera vez en 1891 por Friedrich Meisenholl y August Wulfhorst de la Sociedad Misionera Renana, y con la ayuda de Friedrich Bernsmann y con el permiso del rey Weyulu Hedimbi. Se pensaba que Ondjiva quedaría en el territorio del África del Sudoeste Alemana, lo que más tarde resultó no ser el caso. Al año siguiente se estableció la estación de la misión de Omupanda.
Meisenholl permaneció en Ondjiva durante aproximadamente cuatro años, antes de que tuviera que partir debido a una enfermedad grave. A mediados de la década de 1890, Wilhelm Stahlhut llegó para reemplazarlo. Los tres hijos de Stahlhut murieron en África y finalmente él mismo cayó enfermo con fiebre de aguas negras, muriendo en Outjo el 1 de mayo de 1900. Su viuda permaneció allí durante muchos años, primero en Oukwanyama y luego en Hererolandia.
En agosto de 1915, el rey Mandume, que fallecería en 1917, mandó quemar la estación misionera y los alemanes tuvieron que huir a Ondonga, en África del Sudoeste.
Más adelante, Ondjiva se convirtió en una misión católica y en la sede del obispo de la diócesis de Ondjiva. Fernando Guimaraes Kevanu fue su obispo hasta 2011, y fue sucedido por el Rev. Pio Hipunyati.

### Guerra civil angoleña
Ondjiva fue destruida en gran parte durante la Guerra Civil de Angola, y fue escenario de los ataques aéreos y la invasión de las tierras por parte de Sudáfrica. La administración de la ciudad operaba desde la provincia de Huila y, en teoría, gobernaba en la provincia de Cunene desde el exilio. La mayor parte de la población dejó la ciudad en 1989 y, en 1999, contaba con menos de 5.000 habitantes. Los esfuerzos de reconstrucción comenzaron después de la llegada de la paz en 2002. Ondjiva experimentó inicialmente un crecimiento lento de la población, pero luego se produjo un retorno significativo de sus residentes y una nueva migración desde otras regiones de Angola, en particular desde la provincia de Huila entre 1998 y 2000.

## Geografía
La comuna tiene una extensión superficial de 4 980 y cuenta con una población de 95 618 habitantes, lo que supone una densidad de 19 hab/km².

## Demografía
En Ondjiva se ha hablado tradicionalmente kwanyama, mientras que el oshikwanyama sería un dialecto estandarizado de la lengua oshiwambo. La repoblación de la ciudad después de la Guerra Civil de Angola provocó una afluencia de personas de otras zonas del país, en particular de la provincia de Huíla. El 30,4 % de los residentes de la ciudad habla portugués, una cifra significativamente inferior a la de la capital, Luanda. El 28,2 % de la población habla kwanhama.

## Economía
La economía de la ciudad se basa en el comercio y los servicios, especialmente los administrativos, educativos, de salud y turísticos. Esto último se debe a que Ondjiva es el centro operativo de las rutas turísticas por Cunene.
Por lo demás, el municipio alberga el principal polo industrial de la provincia, especializado en construcción civil, alimentos y bebidas.

## Comunicaciones
Las principales conexiones por carretera se realizan a través de la autopista EN-295, que conecta la ciudad con Xangongo y Lubango, al noroeste, y con Missado Cuamato y Calueque, al suroeste. La otra carretera, la EN-120, la comunica con Cuvelai y Cachiungo, al norte, y con Namacunde y la ciudad de Santa Clara do Cunene, al suroeste, en la frontera entre Angola y Namibia.
La ciudad cuenta con el Aeropuerto 11 de Noviembre, que proporciona conexiones a las principales ciudades del país, así como a la capital nacional.

## Educación
La ciudad cuenta con una recién creada Escuela Politécnica Superior, perteneciente a la Universidad Mandume Ndemufayo de Lubango, en la que se estudian las carreras de Licenciatura en Biología, Ingeniería Agropecuaria, Licenciatura en Enfermería y Licenciatura en Laboratorio Clínico. En esta escuela labora un claustro mayoritariamente cubano.